# Online (album)
Online – debiutancki album studyjny polskiego zespołu Genzie, który został wydany 26 września 2024 nakładem wytwórni Ekipa, dystrybucji e-muzyka.

## Wydanie
Przedsprzedaż albumu rozpoczęła się 15 sierpnia 2024, skończyła – 20 sierpnia 2024. Premiera płyty odbyła się w dniu 26 września 2024. Album jest udostępniony w postaci płyty CD, cyfrowego pobrania oraz streamingu. Na płycie znajduje się 13 utworów. Gościnnie na albumie wystąpił Przemek Pro w utworze „Lewy pas”. Płyta jeszcze w przedsprzedaży uzyskał status złotej płyty.

## Twórcy
Opracowano na podstawie materiału źródłowego.
- Hi Hania – wokal
- Fausti – wokal
- Bartek Kubicki – wokal
- Kartonii – wokal
- Świeży – wokal
- Julita Różalska – wokal
- Jędrek Wołodko – produkcja, kompozycja, tekst
- clearmind – produkcja, kompozycja
- FANTØM – produkcja, kompozycja
- Michał Siuda – tekst
- Kamil Drożdż – tekst

## Lista utworów
| Digital download, CD, streaming | Digital download, CD, streaming    | Digital download, CD, streaming              | Digital download, CD, streaming     | Digital download, CD, streaming |
| Nr.                             | Tytuł utworu                       | Tekst                                        | Produkcja                           | Długość                         |
| ------------------------------- | ---------------------------------- | -------------------------------------------- | ----------------------------------- | ------------------------------- |
| 1.                              | „offline”                          | Jędrek Wołodko · Michał Siuda · Kamil Drożdż | Clearmind · FANTØM · Jan Podkowa    | 2:26                            |
| 2.                              | „Przyjaźń”                         | Jędrek Wołodko · Michał Siuda · Kamil Drożdż | Clearmind · FANTØM                  | 2:49                            |
| 3.                              | „GirlZ”                            | Jędrek Wołodko · Michał Siuda · Kamil Drożdż | Clearmind · FANTØM                  | 2:35                            |
| 4.                              | „Bilet”                            | Jędrek Wołodko · Michał Siuda · Kamil Drożdż | Clearmind · FANTØM                  | 3:02                            |
| 5.                              | „Twój dotyk”                       | Jędrek Wołodko · Michał Siuda · Kamil Drożdż | Clearmind · FANTØM                  | 2:52                            |
| 6.                              | „Jacuzzi”                          | Jędrek Wołodko · Michał Siuda · Kamil Drożdż | Clearmind · FANTØM                  | 2:18                            |
| 7.                              | „Wakacje vibe”                     | Jędrek Wołodko · Michał Siuda · Kamil Drożdż | Clearmind · FANTØM                  | 2:51                            |
| 8.                              | „Lewy pas” (gościnnie Przemek Pro) | Jędrek Wołodko · Michał Siuda · Kamil Drożdż | Clearmind · FANTØM                  | 2:18                            |
| 9.                              | „Klub”                             | Jędrek Wołodko · Michał Siuda · Kamil Drożdż | Clearmind · FANTØM                  | 2:31                            |
| 10.                             | „PRANK”                            | Jędrek Wołodko · Michał Siuda · Kamil Drożdż | Clearmind · FANTØM                  | 2:23                            |
| 11.                             | „Ostatni Dzwonek”                  | Jędrek Wołodko · Michał Siuda · Kamil Drożdż | Clearmind · FANTØM · Jędrek Wołodko | 2:48                            |
| 12.                             | „Zamki na piasku”                  | Jędrek Wołodko · Michał Siuda · Kamil Drożdż | Clearmind · FANTØM                  | 2:16                            |
| 13.                             | „TRAP”                             | Jędrek Wołodko · Michał Siuda · Kamil Drożdż | Clearmind · FANTØM                  | 3:21                            |
| SUMA:                           | SUMA:                              | SUMA:                                        | SUMA:                               | 34:34                           |

## Pozycje na listach

### Pozycja na listach tygodniowych
| Kraj   | Lista                    | Pozycja |
| ------ | ------------------------ | ------- |
| Polska | OLiS – albumy            | 2       |
| Polska | OLiS – albumy w streamie | 21      |
| Polska | OLiS – albumy fizycznie  | 2       |
| Polska | Spotify                  | 18      |

### Pozycje na listach dziennych
| Kraj   | Lista       | Pozycja |
| ------ | ----------- | ------- |
| Polska | Apple Music | 5       |
| Polska | iTunes      | 5       |

## Certyfikat i sprzedaż
| Kraj          | Certyfikat      | Sprzedaż |
| ------------- | --------------- | -------- |
| Polska (ZPAV) | platynowa płyta | 30 000+  |

## Historia wydań
| Region   | Data             | Formaty                      | Wytwórnia        | Źr.                        |
| -------- | ---------------- | ---------------------------- | ---------------- | -------------------------- |
| Wszędzie | 26 września 2024 | digital download · streaming | Ekipa · e-muzyka | [ 2 ] [ 6 ]                |
| Polska   | 26 września 2024 | CD · box set                 | Ekipa · e-muzyka | [ 1 ] [ 20 ] [ 21 ] [ 22 ] |